# City of Whittlesea
City of Whittlesea – obszar samorządu lokalnego (ang. local government area), położony w północnej części aglomeracji Melbourne. Whittlesea zostało założone w 1862 roku, natomiast w 1915 Whittlesea połączyło się z hrabstwem Epping w ramach restrukturyzacji władz lokalnych w stanie Wiktoria. Po reformach w 1994 część obszaru została przyłączona do hrabstw  Nillumbik i Murrindindi oraz City of Hume. Obszar ten zamieszkuje 124 647 osób (dane z 2006). 

## Dzielnice
- Aurora
- Bundoora
- Donnybrook
- Doreen
- Eden Park
- Epping
- Humevale
- Kinglake West
- Lalor
- Mernda
- Mill Park
- South Morang
- Thomastown
- Wollert
- Woodstock
- Whittlesea
- Yan Yean

## Ludność
| Lata | Populacja |
| ---- | --------- |
| 1954 | 5 724     |
| 1958 | 8 350     |
| 1961 | 11 490    |
| 1966 | 16 713    |
| 1971 | 30 327    |
| 1976 | 48 039    |
| 1981 | 65 657    |
| 1986 | 79 182    |
| 1991 | 95 672    |
| 1996 | 101 691   |
| 2001 | 113 784   |
| 2006 | 124 647   |